# Sint-Mauritiuskerk (Mülheim-Kärlich)
De Sint-Mauritiuskerk (Duits: Kirche St. Mauritius)  is een rooms-katholieke parochiekerk in het stadsdeel Kärlich van de Duitse plaats Mülheim-Kärlich, Rijnland-Palts.

## Kerkelijke organisatie
Oorspronkelijk was de kerk een eigenkerk, die per oorkonde van 10 maart 1217 aan het Sint-Florinusstift in Koblenz werd geschonken. Verbonden aan deze schenking gold de bevoegdheid van de proost van het stift om de pastoors van Kärlich te benoemen. De binding met het Florinusstift bleef tot de secularisatie in 1802 bestaan. Van 1827 tot 1924 maakte Kärlich deel uit van het decanaat Koblenz en sinds 1 februari 1924 werd de parochie ingedeeld bij het decanaat Bassenheim, dat sinds 2004 met Andernach fuseerde tot het decanaat Andernach-Bassenheim.

## Bouwgeschiedenis

### Van romaans naar barok
Het patrocinium van Sint-Mauritius doet vermoeden dat de geschiedenis van de kerk in Kärlich teruggaat tot 940-950. Geschiedkundigen denken dat het eerste gebouw een houten kerk betrof, dat tussen de 12e en 13 eeuw werd vervangen door een stenen gebouw. Van deze eerste stenen kerk met een circa 17 meter lang kerkschip zijn nog het oostelijke romaanse koor en de in 1976 blootgelegde resten van een zijdelingse apsis bewaard gebleven. In het midden of tegen het einde van de 15e eeuw ontstond ten noorden van het koor een kleine gotische aanbouw, de huidige doopkapel met een doopvont uit 1796. Tijdens de Dertigjarige Oorlog werd de kerk grotendeels verwoest.
In 1730 liet pastoor Adam Braun een nieuwe kerk ter ere van de Maagd Maria en de heiligen Mauritius en Maria Magdalena bouwen. Het betrof een eenschepige barokkerk, die in 1789-1790 naar het westen verlengd werd. Deze kerk had een lage, achthoekige toren, die zich voor één derde boven het koor en twee derde boven het kerkschip verhief. Een portaal met een stenen reliëf uit de 16e eeuw, waarschijnlijk afkomstige van een andere plaats uit de kerk, vormde de afsluiting van het kerkschip. Dit portaal bevindt zich tegenwoordig nog altijd onder de klokkentoren.

### De nieuwbouw in de 20e eeuw
Tegen het einde van de 19e eeuw rijpten de plannen voor de bouw van een grotere kerk, waarin het oude bouwwerk zou worden geïntegreerd. Eerst verrees er in 1903 aan de westelijke zijde een nieuwe neoromaanse klokkentoren. In de jaren 1930-1931 volgde de nieuwbouw van de kerk, zoals ze er tegenwoordig nog altijd goeddeels uitziet. De architecten waren Ludwig Becker en Anton Falkowski, die de oriëntatie van het gebouw met 90 graden draaiden. Kenmerkend voor de bouwperiode is de 20 meter hoge zuidelijke gevel met de portalen van het nu naar het noorden gerichte bouwwerk. De architecten zijn er door de overname van de rondboogvormen van de toren en van het romaanse koor erin geslaagd om een harmonieuze verbinding tussen de oude en de nieuwe bouw te creëren. Het interieur heeft een heldere indeling en is vrij van architectonische overvloed, die de aandacht van de gelovigen op het altaar zou kunnen afleiden.
Op 3 juli 1933 consecreerde bisschop Franz Rudolf Bornewasser het nieuwe Godshuis, nadat het een jaar tevoren, op 19 juni 1932, voor de viering van de mis werd opgeleverd.
In de jaren 1976-1977 liet pastoor Josef Schmitt de kerk in samenwerking met de architect Peter von Stipelen uit Trier overeenkomstig de liturgische vernieuwingen van het Tweede Vaticaans Concilie herinrichten.

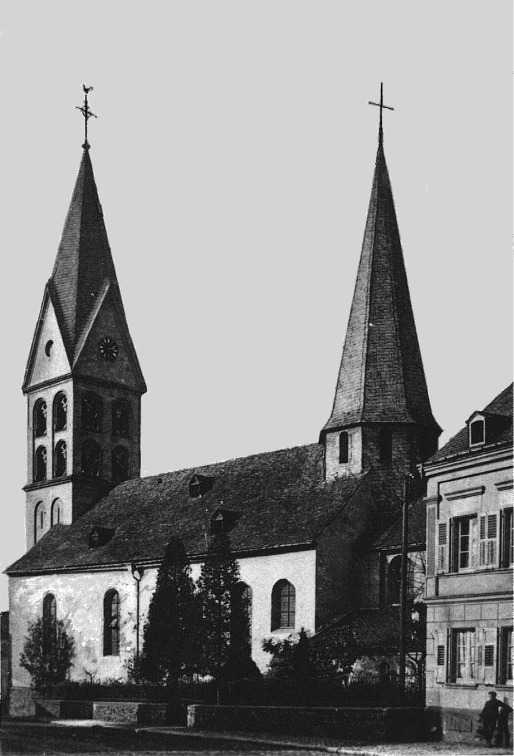
De kerk voor 1930.
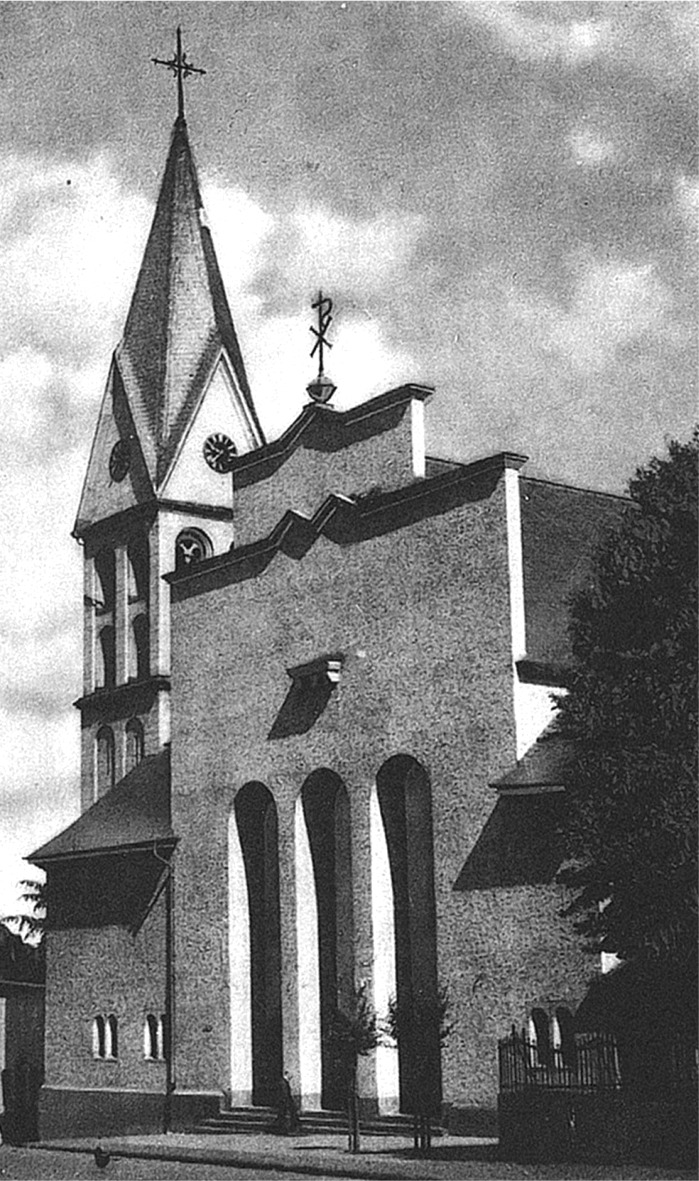
De nieuwbouw (Afbeelding uit 1933).
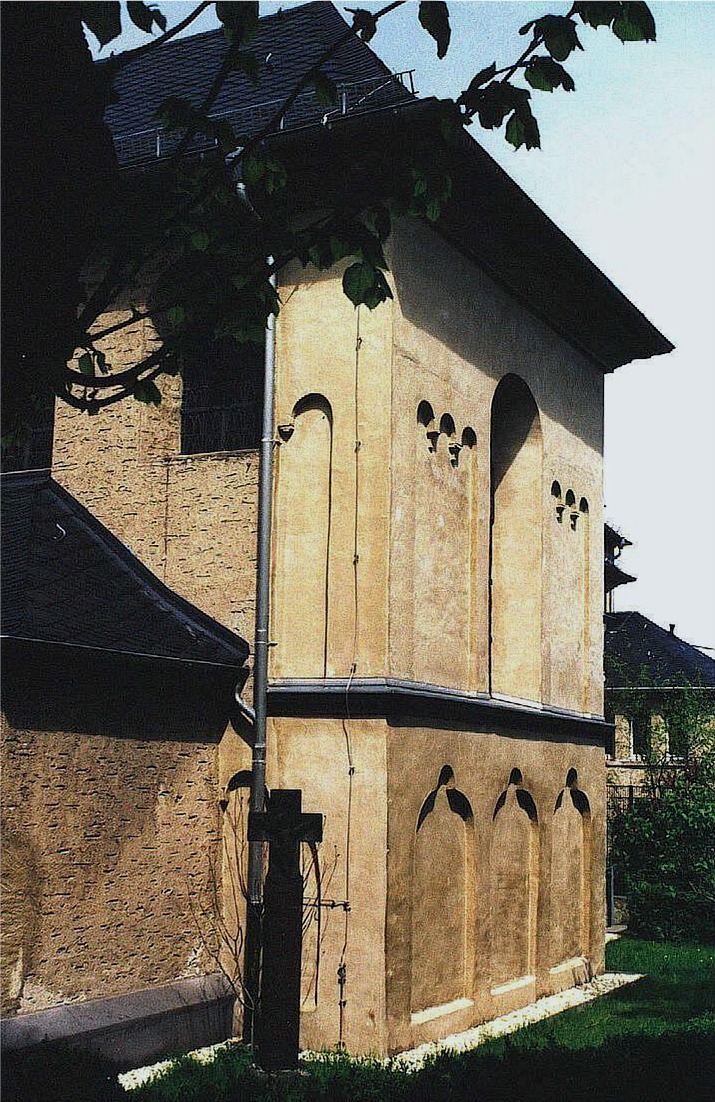
Het vroegere romaanse koor.
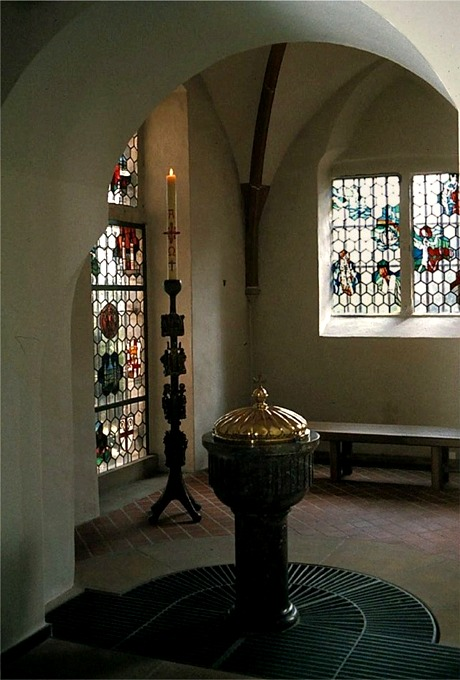
De gotische doopkapel.

## Interieur

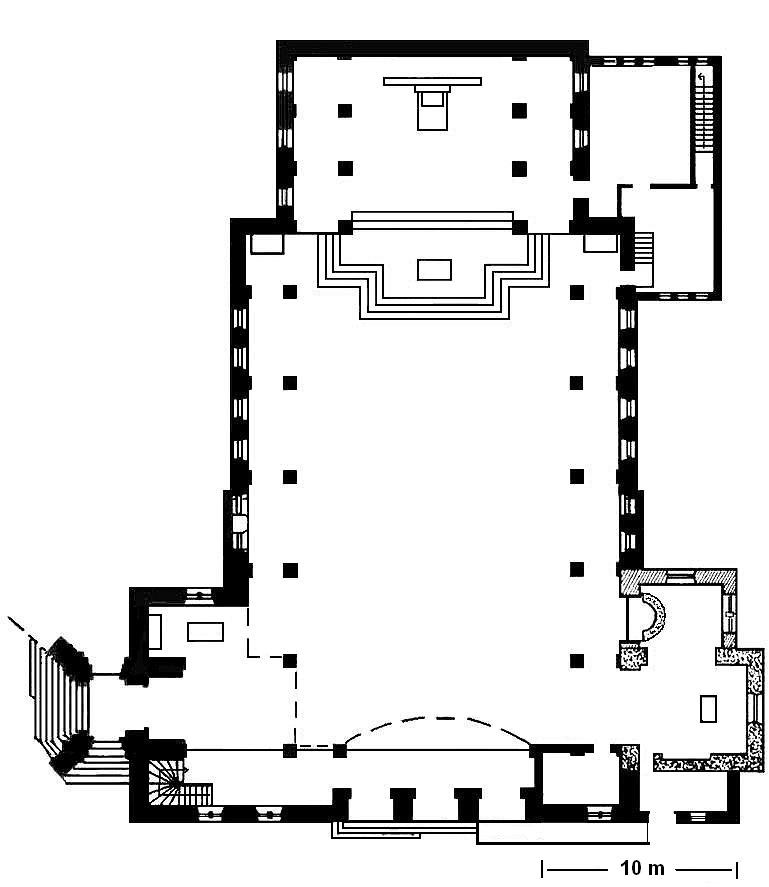
Plattegrond Sint-Mauritiuskerk, Kärlich

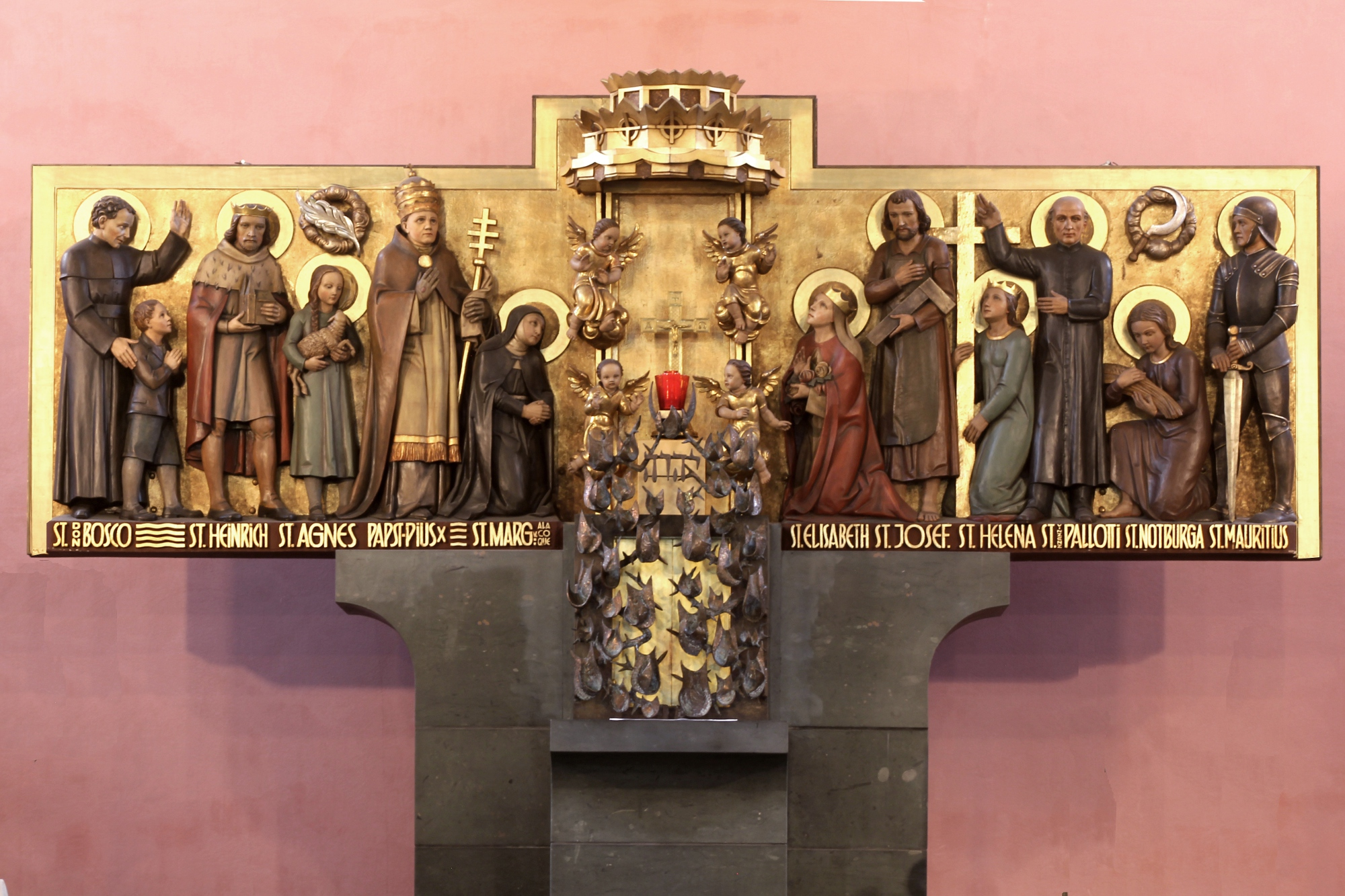
Retabel van het hoofdaltaar

### Altaar
Op het sacramentsaltaar van dolomiet in het 14,15 meter brede en 9 meter diepe koor staat het tabernakel en een houten retabel van het vroegere hoogaltaar met twaalf beelden, waaronder een van paus Pius X. De bronzen tweevleugelige deur van het tabernakel symboliseert de Bijbelse vertelling van de brandende braamstruik volgens het boek Exodus. Boven het altaar hangt een kruisigingsgroep bestaande uit een crucifix, Maria, Johannes en een romeinse hoofdman.
Het celebratiealtaar, eveneens van brons, met de bijbehorende kandelaars, de ambo, de credens, de sedilia, alsook de paaskandelaar en de apostelkandelaars werden door de beeldhouwer Arnold Morkramer gemaakt. Het leidende motief van het altaar is de wijnstok overeenkomstig Jezus' woorden: Ik ben de wijnstok, gij zijt de ranken (Johannes 15:5). Aan de voeten en onder het altaarblad zijn kleine voorstellingen uit het Oude Testament aangebracht.

### Beelden en schilderijen
Aan de zuilen van het kerkschip staan vijf beelden uit de oude kerk van Kärlich. Ze worden gedateerd op het midden van de 17e eeuw tot vroeg in de 19e eeuw. De beelden worden aangevuld met recentere beelden van de zalige François Joseph Pey, de heilige Judocus en de zalige Adolph Kolping, die in de jaren 1981, 1986 en 1997 door Irma Rückert uit Offenbach werden gemaakt. Links bij de overgang van het kerkschip naar het koor bevindt zich aan een ronde zuil nog een barokke Madonna uit circa 1750.
Langs de zijpaden hangen twee grote oude schilderijen van Christus' geboorte en van Maria met het Kind. Hier bevindt zich ook de op linnen geschilderde kruisweg uit 1935. Oudere staties van de kruisweg bevinden zich in het oude romaanse koor ter linker- en rechterzijde van een laatbarokke crucifix.
Sinds langere tijd bevinden zich in de kerk ook diverse beelden en een reliëf uit kapellen uit de omgeving van de kerk. De beelden werden uit de kapellen gehaald ter voorkoming van vandalisme en verwering.

### Vensters
De twaalf vensters van het kerkschip tonen rechts de heilsgeschiedenis en links voorstellingen uit het leven van Maria. De eerste drie vensters van beide kanten werden al voor de Tweede Wereldoorlog geplaatst, de overigen dateren van 1948.
Eén venster in de doopkapel vertelt de geschiedenis van de parochie. Het toont o.a. de kerk zoals die er circa 1000 jaar geleden moet hebben uitgezien, de Oude Kapel van Mülheim en de Koblenzer Florinuskerk.

### Orgel
Sinds 1994 staat het orgel op de galerij aan de zuidelijke muur van de kerk. Het werd gebouwd door orgelbouwfirma Hugo Mayer te Heusweiler. Het instrument bezit 29 Register (1768 pijpen) en een transmissie op twee manualen en pedaal. De speeltracturen zijn mechanisch, de registertracturen aan de vrijstaande speeltafel zijn elektrisch. De vergulde orgelkas werd van massief eikenhout gemaakt.

### Klokken
In 1951 kreeg de Sint-Mauritiuskerk vier bronzen klokken die werden gegoten door de klokkengieterij Otto in Hemelingen. Het was het derde klokkenbestand sinds de bouw van de kerktoren in 1903. Zowel in de Eerste als in de Tweede Wereldoorlog moesten de klokken worden afgegeven.